# Wahlen zum Repräsentantenhaus der Vereinigten Staaten 1792
Bei den Wahlen zum Repräsentantenhaus der Vereinigten Staaten 1792 wurden in den Vereinigten Staaten zwischen dem 27. August 1792 und dem 6. September 1793 die Abgeordneten des Repräsentantenhauses gewählt. Die Wahlen waren Teil der allgemeinen Wahlen zum 3. Kongress der Vereinigten Staaten in jenem Jahr, in dem auch ein Drittel der US-Senatoren gewählt wurde. Gleichzeitig fand auch die Präsidentschaftswahl des Jahres 1792 statt, bei der Amtsinhaber George Washington wiedergewählt wurde.
Zum Zeitpunkt der Wahlen bestanden die Vereinigten Staaten aus 15 Bundesstaaten. Die Zahl der zu wählenden Abgeordneten betrug 105. Weder im Senat noch im Repräsentantenhaus gab es zu diesem Zeitpunkt Parteien. Es existierten jedoch zwei Gruppierungen, die Anti-Administration Party und die Pro-Administration Party. Die beiden Gruppen waren entweder für (‚Pro‘) oder gegen (‚Anti‘) die Politik von Präsident Washington.
Frauen und Sklaven waren weder wahlberechtigt noch wählbar. In vielen Bundesstaaten waren auch freie Afroamerikaner von der Wahl ausgeschlossen. Das Wahlrecht für freie Männer war außerdem an einen gewissen Grundbesitz oder an ein bestimmtes Steueraufkommen gebunden.
Erstmals hatte die Pro-Administration Party keine Mehrheit im Repräsentantenhaus. Im Senat konnte sie allerdings die Mehrheit verteidigen.

## Wahlergebnis
- Pro-Administration Party: 51 (39) Sitze
- Anti-Administration Party: 54 (30) Sitze

Gesamt: 105
In Klammern sind die Ergebnisse der Wahlen zum 2. Kongress.
Veränderungen im Verlauf der Legislaturperiode, die nicht die regulären Wahlen betreffen, sind bei diesen Zahlen nicht berücksichtigt, werden aber im Artikel über den 3. Kongress im Abschnitt über die Mitglieder des Repräsentantenhauses bei den entsprechenden Namen der Abgeordneten vermerkt. Das Gleiche gilt für Wahlen in Staaten, die erst nach dem Beginn der Legislaturperiode der Union beitraten. Daher kommt es in den Quellen gelegentlich zu unterschiedlichen Angaben, da manchmal Veränderungen während der Legislaturperiode in die Zahlen eingearbeitet wurden und manchmal nicht.